# Đông Hoàng, thành phố Thanh Hóa
Đông Hoàng là một xã thuộc thành phố Thanh Hóa, tỉnh Thanh Hóa, Việt Nam.

## Địa lý
Xã Đông Hoàng nằm ở cực tây thành phố Thanh Hóa, có vị trí địa lý:
- Phía đông giáp các xã Đông Khê, Đông Ninh
- Phía tây và phía nam giáp huyện Triệu Sơn
- Phía bắc giáp huyện Thiệu Hóa.

Xã Đông Hoàng có diện tích tự nhiên 5,17 km², quy mô dân số năm 2022 là 6.028 người, mật độ dân số đạt 1.166 người/km². Dân cư sinh sống tại Đông Hoàng chủ yếu là người Kinh.

## Lịch sử
Từ thời Nhà Nguyễn đến trước Cách mạng tháng Tám, địa bàn xã Đông Hoàng thuộc tổng Thạch Khê (thuộc phủ Đông Sơn), gồm các thôn: thôn Hoàng Hộc (xã Hoàng Hộc), thôn Hộc Thượng (xã Phù Liễn) và thôn Thọ Phật. Tên gọi xã Đông Hoàng có từ năm 1953 (hoặc năm 1954), sau khi được tách ra từ xã Đông Khê thuộc huyện Đông Sơn.
Ngày 5 tháng 7 năm 1977, nhập 16 xã hữu ngạn sông Chu thuộc huyện Thiệu Hóa với huyện Đông Sơn thành huyện Đông Thiệu, xã Đông Hoàng thuộc huyện Đông Thiệu. Đến ngày 30 tháng 8 năm 1982, xã trở lại thuộc huyện Đông Sơn do huyện Đông Thiệu đổi tên thành.
Năm 2018, xã Đông Hoàng có 11 thôn, đánh số từ 1 đến 11. Ngày 11 tháng 7 cùng năm, Hội đồng nhân dân tỉnh Thanh Hóa khóa XVII thông qua Nghị quyết về việc sắp xếp thôn, tổ dân phố trên địa bàn tỉnh. Theo đó:
- Nhập thôn 2 và thôn 3 thành thôn Thọ Phật
- Nhập các thôn 5, 6, 7 thành thôn Chùy Lạc Giang
- Nhập thôn 8 và thôn 9 thành thôn Tâm Binh
- Nhập thôn 10 và thôn 11 thành thôn Cẩm Tú
- Đổi tên thôn 1 thành thôn Học Thượng, thôn 4 thành thôn Hoàng Học.

Sau sắp xếp, xã Đông Hoàng có 6 thôn.
Ngày 24 tháng 10 năm 2024, Ủy ban Thường vụ Quốc hội thông qua Nghị quyết số 1238/NQ-UBTVQH15 (có hiệu lực từ ngày 1 tháng 1 năm 2025). Theo đó, sáp nhập toàn bộ huyện Đông Sơn vào thành phố Thanh Hóa, xã Đông Hoàng thuộc thành phố Thanh Hóa.

## Hành chính
Xã Đông Hoàng được chia thành 6 thôn: Cẩm Tú, Chùy Lạc Giang, Hoàng Học, Học Thượng, Tâm Binh, Thọ Phật.

## Chợ Chuộng
Chợ Chuộng là phiên chợ chỉ họp vào ngày mùng 6 tháng Giêng âm lịch hàng năm tại bãi đất ven sông Hoàng thuộc thôn Chùy Lạc Giang, xã Đông Hoàng. Đây là một phiên chợ độc đáo của xứ Thanh với tục ném cà chua vào người để cầu may dịp Tết.
| “        | Chết bỏ con bỏ cháu Sống không bỏ mùng 6 chợ Chuộng. | ” |
| — Ca dao |                                                      |   |

Phiên chợ được cho là có truyền thống từ lâu đời. Tương truyền, trong cuộc khởi nghĩa Lam Sơn, có một vị tướng bị địch vây bắt chạy đến địa bàn thôn Chùy Lạc Giang hiện nay vào đúng ngày mùng 6 Tết. Tướng quân cùng với dân làng đã tổ chức họp chợ để che mắt và đánh trả quân địch. Để tưởng nhớ chiến công ấy, hàng năm nhân dân khắp vùng lại tổ chức họp chợ và tham gia hội ném cà chua, với quan niệm rằng ai càng bị ném nhiều thì sẽ càng may mắn trong năm mới.

## Di tích lịch sử, văn hóa
- Nghè Mau Rủn đề thờ thần Rắn thuộc thôn Thọ Phật.
- Đình và nghè thôn Thọ Phật thờ thần Cao Sơn.[7]